# Forestay
Der Forestay, auch Flon genannt, ist ein rund sechseinhalb Kilometer langer Fluss im Bezirk Lavaux-Oron des Schweizer Kantons Waadt. Er liegt im Einzugsgebiet der Rhone und entwässert ein Gebiet von ungefähr zwölf Quadratkilometern zwischen der europäischen Hauptwasserscheide und dem Genfersee.

## Name
Der Gewässername Forestay kommt vom lateinischen Wort forestis, das auf Deutsch «Wald» («Forst») bedeutet, und hat sich wohl über das altfranzösische Adjektiv forestel, für deutsch «bewaldet», gebildet. Der Flussname entspricht also etwa einem deutschen «Waldbach».
Im regionalen frankoprovenzalischen Dialekt lautet der Name Forèstiér ([lu fɔ.rɛs.ˈtaː]), Fllon ([lu fʎɔ̃]) oder Flyon.
In mittelalterlichen Urkunden kommt für den Fluss auch die Bezeichnung La Ruvina vor.

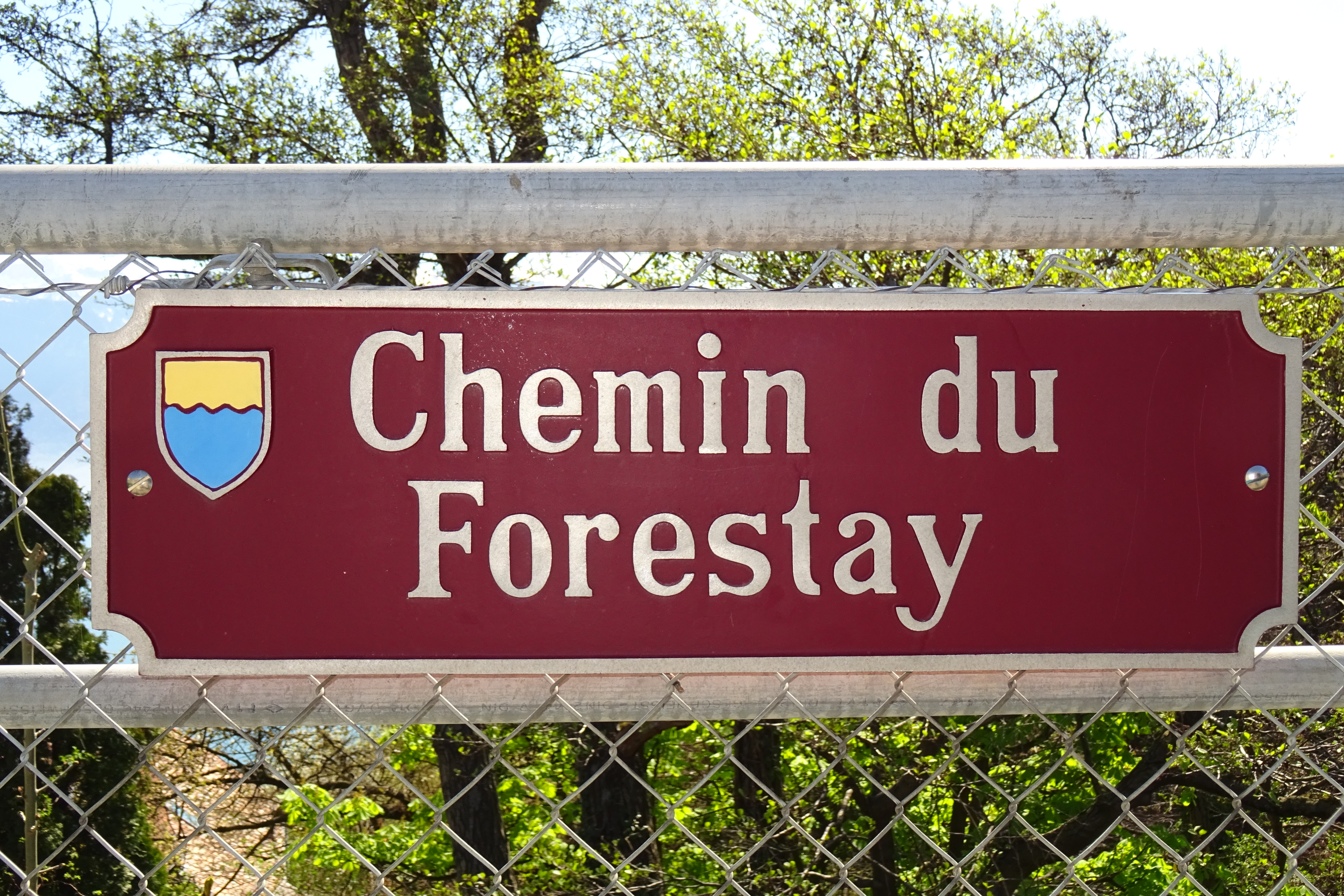
Strassenschild bei Rivaz

## Verlauf
Die Quelle des Forestay liegt im Gebiet der Gemeinde Puidoux in der Geländemulde zwischen dem Mont de Gourze im Westen und dem Mont Pèlerin im Osten. Als kleiner Bach entspringt er auf 675 m Höhe im ziemlich flachen Landwirtschaftsgebiet westlich der neuen Wohnsiedlung La Lôche-Dessus. Er fliesst zunächst, von Baumreihen begleitet, in einem streckenweise begradigten Bachbett etwas mehr als zwei Kilometer gegen Süden. Dabei durchquert er das Areal des 1999 von Peter Harradine gestalteten Golfplatzes Golf de Lavaux, in dessen Layout er als Gewässerhindernis mit eingebaut ist. Der in einem Tal westlich des Forestay liegende See Lac de Bret hatte seinen natürlichen Abfluss ursprünglich in einem Bach, der durch das heutige Golfplatzgebiet fliesst und von rechts in den Forestay mündet. Der Lac de Bret wurde jedoch ab 1875 als Trinkwasserspeicher für mehrere Gemeinden am Genfersee und die Stadt Lausanne aufgestaut, so dass sein Wasser jetzt mehrheitlich über Wasserleitungen das Flussgebiet des Forestay verlässt. Aus dem Nachbarfluss Grenet fliesst durch eine 1875 gebaute Leitung Wasser in den See.
In der Nähe des alten Dorfkerns von Puidoux nimmt der Forestay von links einen kurzen Seitenbach auf, der ein Tälchen bei Botonnet und Puidoux entwässert.
Südlich der Siedlung Tolovaux unterquert der Forestay die Strasse Puidoux-Bovette, die Bahnlinie Bern-Lausanne, die bis zum Bahnhof Puidoux in seinem Flusstal verläuft und dieses dann durch den Cornallaztunnel Richtung Westen nach Lausanne verlässt, und danach noch die Dorfstrasse Route du Village. Südlich dieser Verkehrswege fliesst der Bach einen halben Kilometer weit durch ein Waldgebiet.
Im fast einen Quadratkilometer grossen Gewerbequartier beim Bahnhof Puidoux-Chexbres stehen neben dem Fluss mehrere Industriegebäude, Schul- und Sportanlagen, Wohnhäuser und Einkaufszentren sowie verschiedene Infrastruktureinrichtungen. Zwei von Vernayaz im Wallis in das Mittelland führende Hochspannungsleitungen und die Leitung Puidoux-Kerzers sind hier an das SBB-Unterwerk Puidoux angeschlossen. Die grosse Mehrzweckhalle im Gebiet Vereny trägt den Namen Salle polyvalente «Forestay». Der Fluss unterquert in diesem flachen Abschnitt den Chemin de Cremont, die Route de Sous-la-Ville, zwei Quartierstrassen und danach die 1974 eröffnete Autobahn A9 (Europastrasse E 62) unmittelbar neben der Ausfahrt Chexbres.

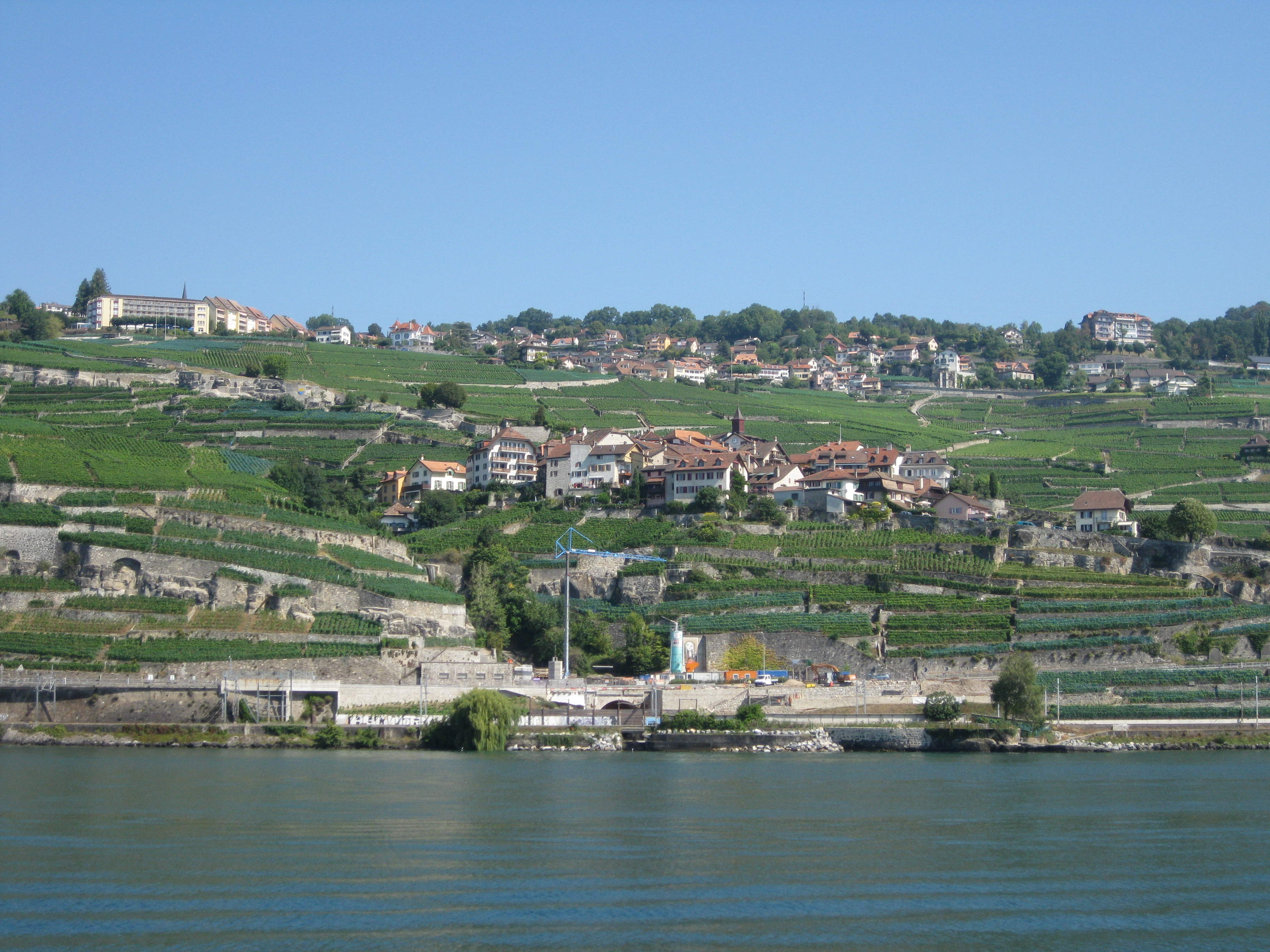
Der letzte Abschnitt des Forestaytales bei Rivaz; Baustelle am Standort der ehemaligen Mühle

Südwestlich der Autobahnausfahrt verlässt der Forestay das Gemeindegebiet von Puidoux und fliesst in der Gemeinde Chexbres unter der Strasse Chemin de Signal und der Bahnlinie Puidoux-Vevey hindurch. Dann verläuft er in einem bewaldeten Tal fast einen Kilometer weit in südöstlicher Richtung bis zur Ortschaft Chexbres. Der mäandrierende Fluss unterquert noch zweimal die Bahnlinie Puidoux-Vevey und mehrere Dorfstrassen von Chexbres. Dann verlässt er auf der Höhenkote von 565 m das Gemeindegebiet von Chexbres wieder und liegt nun auf seinem letzten Abschnitt auf der Gemeindegrenze zwischen Puidoux auf der westlichen Seite (an seinem rechten Ufer) und Rivaz, der kleinsten Gemeinde des Kantons Waadt, auf der andern Seite.
Südlich von Chexbres fliesst der Fluss durch ein teilweise kräftig in den Berghang des Weinbaugebiets im Lavaux eingetieftes Tobel von einem Kilometer Länge und mündet bei der Ortschaft Rivaz in den Genfersee. Unterhalb von Rivaz stürzt der Bach über einen malerischen, als Naturschauspiel bekannten Wasserfall, der zu den landschaftlichen Eigenheiten des UNESCO-Welterbegebiets Lavaux gehört. Es ist der einzige grössere Wasserfall am Ufer des Genfersees. Am See überqueren die Hauptstrasse Vevey-Lausanne und die 1861 gebaute Simplonbahn das Flussbett des Forestay. Die ehemalige Steinbogenbrücke der Landstrasse hiess im Volksmund früher Pont romain («Römerbrücke»).

Die Mühle von Rivaz um 1800, nach einer Umrissradierung von Pierre Samuel Louis Joyeux (Schweizerische Nationalbibliothek)

## Wasserkraft
Am Oberlauf und besonders im steilen Tobel von Chexbres bis zum Genfersee, das auf einer Länge von einem Kilometer ein Gefälle von 200 Metern aufweist, befinden sich mehrere Wasserkraftanlagen.

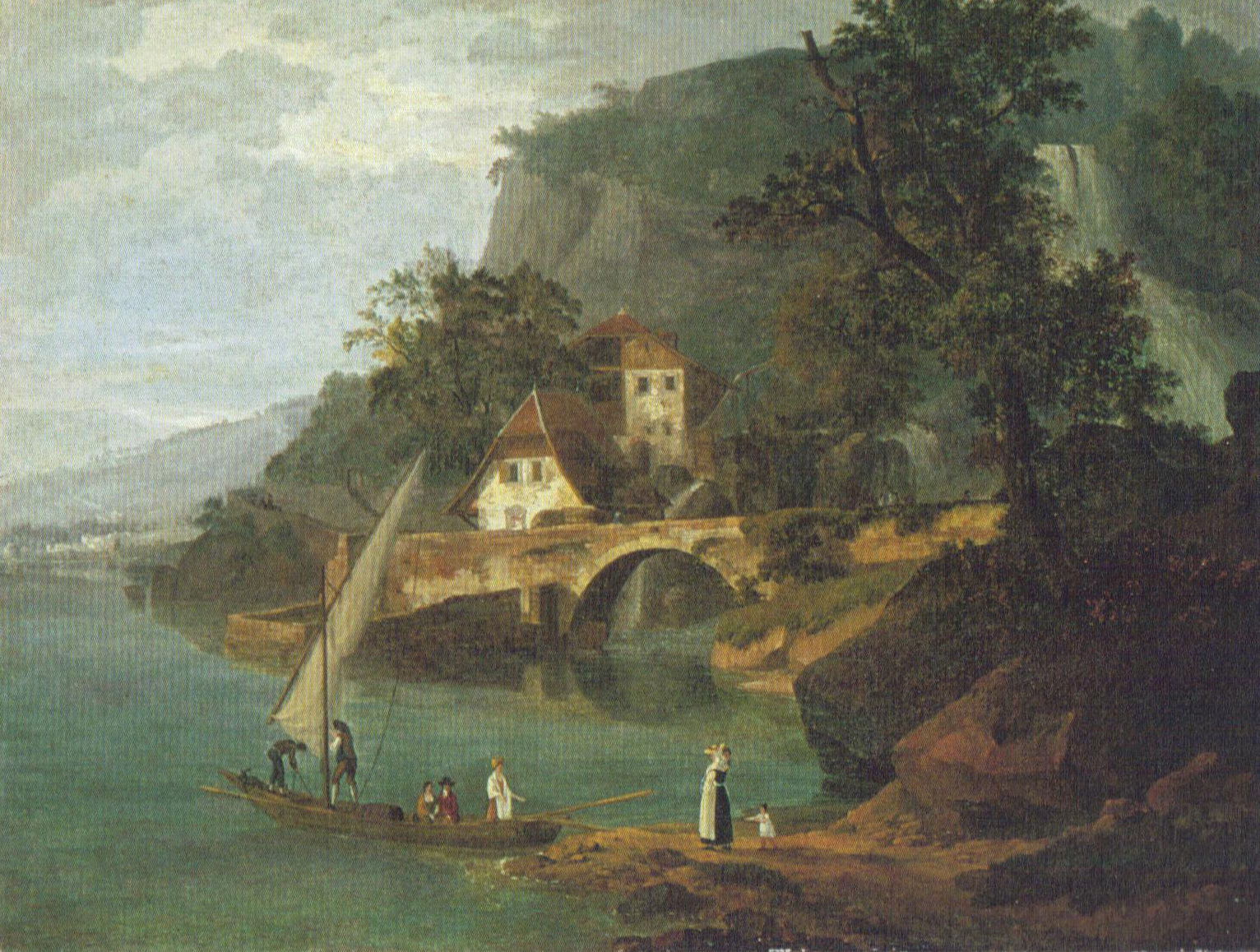
Die Mühle von Rivaz beim Wasserfall und neben der Steinbrücke des Forestay im 19. Jahrhundert, vor dem Bau der Eisenbahn. Gemälde von Jean-Antoine Linck

Bei La Resse befanden sich früher ein Sägewerk und die Mühle Moulin de Rivenell. Zwischen Chexbres und Rivaz lagen seit dem Mittelalter fünf Wasserwerke für den Betrieb von Mühlen: die Anlage Moulin de Monaud-d’Enhaut, die Mühle von Moulinet, die untere Mühle Moulin de Monaud-d’Embas sowie das Mühle- und Ölwerk von Sur la Croix bei Rivaz.
Die Mühle von Rivaz unterhalb des Forestay-Wasserfalls an der alten Landstrasse am See ist 1420 urkundlich erwähnt. Sie entstand möglicherweise schon während der Urbarmachung der Lavauxlandschaft durch die Zisterzienser im Mittelalter. Später gehörte sie zur Domaine des Château de Glérolles. Im Jahr 1917 erwarben die Konsumgenossenschaften von Lausanne und Vevey die Mühle und errichteten den grossen Müllereibetrieb Minoterie coopérative du Lèman à Rivaz (MCL), der mit der Zeit mächtige neue Silobauten und ein Anschlussgleis von der Simplonbahn besass. 1970 änderte die Firma den Namen in Minoterie Coop Rivaz. Dieser Betrieb fusionierte 1998 mit der Stadtmühle in Zürich zum Grossunternehmen Swissmill, einer Division von Coop Schweiz. Als im Jahr 2001 die Mühle in Rivaz von Swissmill stillgelegt worden war, liess man die Silos zur Verbesserung des Landschaftsbilds im Lavaux abbrechen. 2002 erwarb die Stiftung Fondation des Moulins de Rivaz die Gebäude und richtete darin 2010 das Weinerlebniszentrum Lavaux Vinorama Vinorama ein, wo die Geschichte des Ortes erzählt und Weinsorten der Appellationen Dézaley und Saint-Saphorin vorgestellt werden.
MCL ersetzte die Kraftanlage der Mühle von Rivaz am Forestay in den 1930er Jahren durch eine Wasserturbine. An dieser Stelle betreibt Romande Energie, mit einer Konzession des Kantons Waadt von 2010, seit 2015 das Kleinwasserkraftwerk Rivaz II, das mit der Brutto-Fallhöhe von 183 m eine Leistung von 2,6 Millionen Kilowattstunden erzeugt. Die neue Anlage ist von der Ingenieurfirma RWEB Groupe SA und der Elektrounternehmung dpe électronique errichtet worden. Zum Schutz des Landschaftsbildes verläuft die Druckleitung von Chexbres bis zur Kraftwerkzentrale unterirdisch und belässt Romande Energie in den Sommermonaten eine grösse Restwassermenge im Bachbett mit dem Wasserfall.

## Kunstgeschichte
Der pittoreske und leicht zugängliche Forestay-Wasserfall bei Rivaz erhielt in der Kunstgeschichte eine Bedeutung, als der Objektkünstler Marcel Duchamp (1887–1968) nach einem Besuch des Naturphänomens im Jahr 1946 sein letztes grosses Werk Étant donnés: 1° la chute d’eau, 2° le gaz d’éclairage… auszuarbeiten begann. Die Installation Kunsthalle Marcel Duchamp | The Forestay Museum of Art in Cully vier Kilometer westlich der Forestaymündung am Genfersee erinnert an dieses Ereignis.